# BigFM Expedition GeForce
bigFM Expedition GeForce [ekspɪˈdɪʃn dʒiːfɔːs] is een stalen achtbaan in het Duitse attractiepark Plopsaland Deutschland in Haßloch.

## Algemene informatie
De achtbaan van het type Mega Coaster werd ontworpen door Ingenieur Büro Stengel en gebouwd door het bekende Intamin. Expedition GeForce is geopend sinds 18 juni 2001 en werd gebouwd ter ere van het 30-jarig jubileum van het park. De attractie kostte ongeveer €10.000.000 en is in staat 1300 passagiers per uur te vervoeren. Er zijn 2 treintjes, die beide 7 karretjes tellen. In totaal kunnen er 28 passagiers in een trein.

## Trivia
- In 2002, 2003, 2004, 2005 en 2012[1] won de bigFM Expedition GeForce een online verkiezing van beste stalen achtbaan ter wereld ("Internet Steel Coaster Poll"). In 2001, 2006 en 2007 eindigde de attractie als 2e.
- De achtbaan rust op 209 ondersteuningen.
- In RollerCoaster Tycoon 3 is de achtbaan te bouwen als ontwerp.